# Paradiso - Canto ventunesimo

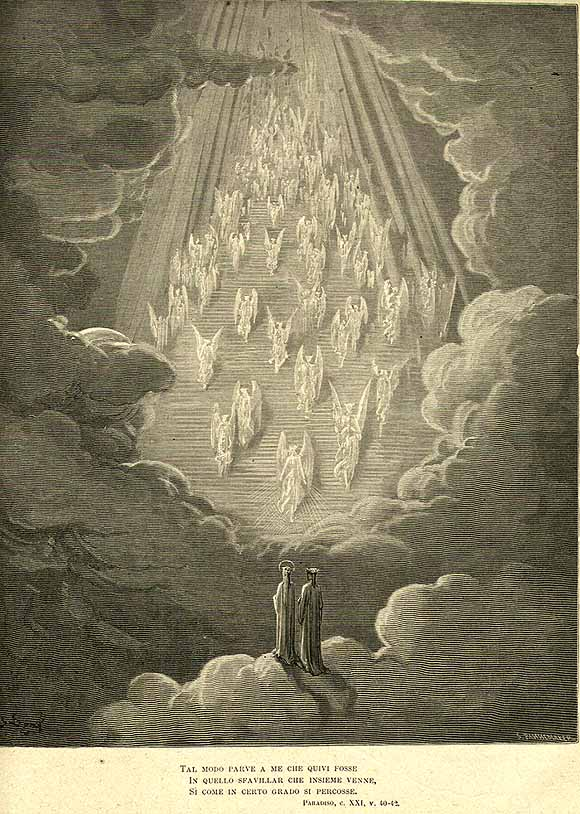
La scala d'oro, illustrazione di Gustave Doré

Il canto ventunesimo del Paradiso di Dante Alighieri si svolge nel cielo di Saturno, ove risiedono gli spiriti contemplativi; siamo nel pomeriggio del 14 aprile 1300, o secondo altri commentatori del 31 marzo 1300.

## Incipit
(Anonimo commentatore dantesco del XIV secolo)

## Temi e contenuti

### Il cielo di Saturno e la scala d'oro - versi 1-42
Terminato il discorso dell'aquila formata dalle spiriti dei giusti (iniziato nel canto ventesimo), Dante torna a volgere gli occhi verso Beatrice, la quale non può ora sorridere perché, come Dante saprà solo in seguito, nessuno riuscirebbe a sopportare la luce che emana dal suo sorriso, fattasi maggiore poiché i due sono arrivati al più alto cielo tra quelli dei pianeti: quello di Saturno, ossia il settimo cielo. Beatrice lo avverte di stare attento a ciò che sta per apparirgli.
Il poeta vede apparire una scala dorata che si innalza oltre il limite a cui può giungere la sua vista. Gli spiriti contemplanti salgono e scendono sui gradini della scala, e alcune, salendo, scompaiono per la grande distanza.

### Dialogo con uno spirito contemplante - versi 43-72
Una degli spiriti contemplanti si ferma davanti al Poeta, rivolgendogli la parola ed esortandolo a esprimere ciò che sta pensando. Mentre parla, lo spirito si fa più fulgido per la carità dimostrata.
Beatrice concede a Dante di saziare la sua curiosità, perciò egli chiede umilmente di spiegargli due cose: il motivo per il quale quello spirito si sia allontanato dalle altre per avvicinarsi a lui e come mai in questo cielo non si oda alcun canto.

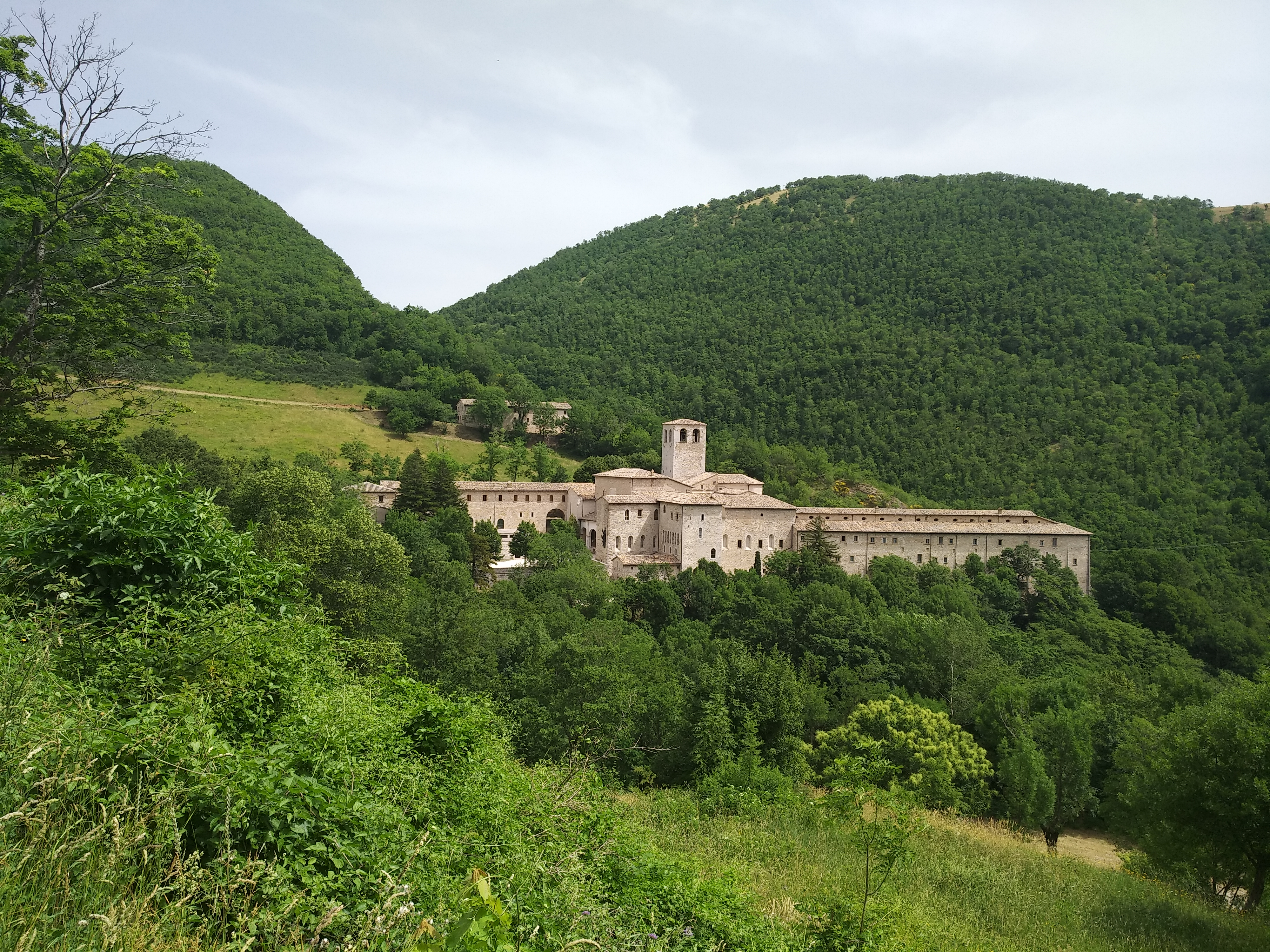
Monatero di Fonte Avellana
"...è consecrato un ermo,
che suole esser disposto a sola latria"

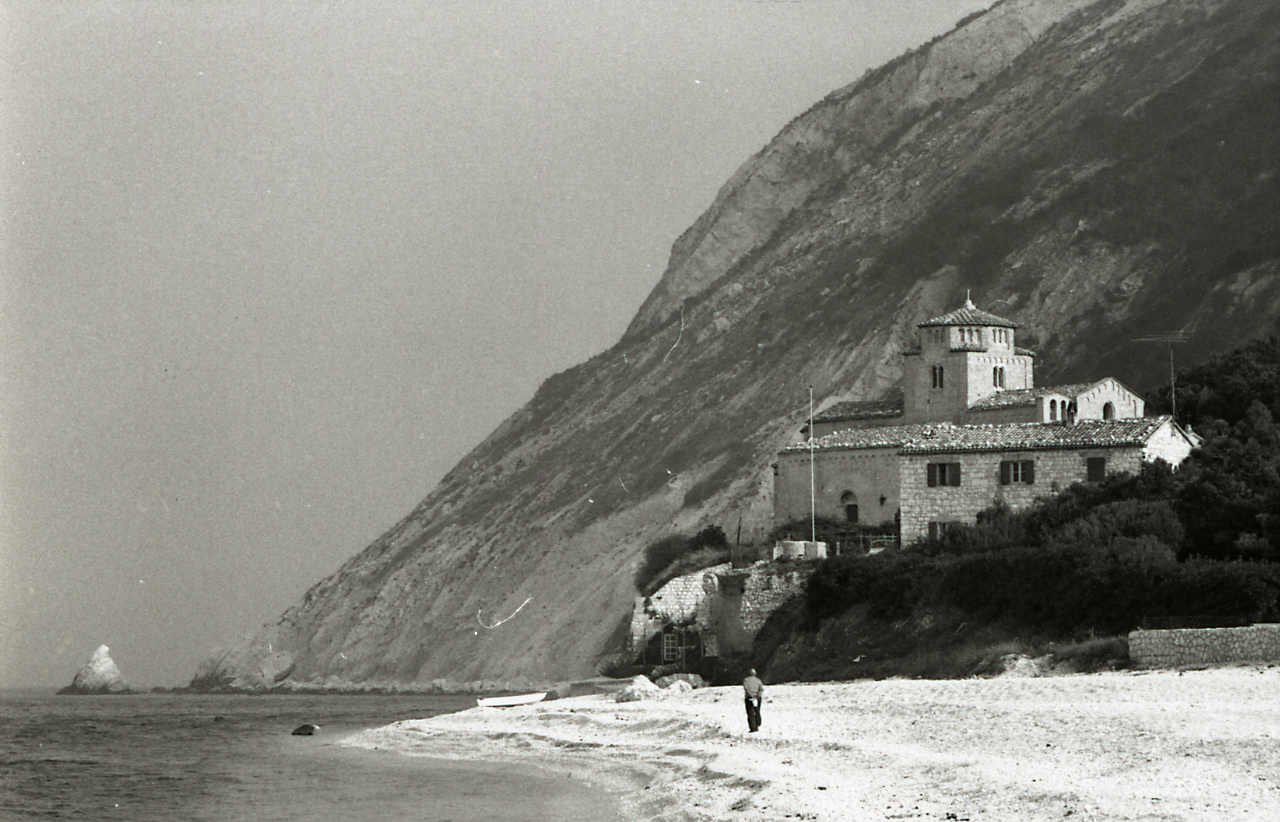
La chiesa di Santa Maria di Portonovo, Ancona, vista dalla riva del mare.
"casa di Nostra Donna in sul lito adriano"

Lo spirito risponde prima alla seconda domanda. Gli spiriti di Saturno tacciono per lo stesso motivo per cui Beatrice non ha sorriso, ovvero perché la vista e l'udito di Dante non riuscirebbero, in quanto mortali, a sopportare il canto dei beati.
Quanto alla prima domanda, spiega che non si è fermato perché più premuroso degli altri spiriti, in quanto tutti gli spiriti hanno pari o maggiore amore di lui (lo si capisce da quanto sia abbagliante la loro luce). La profonda carità al servizio della Provvidenza impone agli spiriti di adempiere i propri doveri.

### Dubbio di Dante e risposta dello spirito sulla predestinazione - versi 73-102
Per quanto riguarda la prima domanda di Dante, lo spirito risponde che nessuno, nemmeno Maria e nemmeno il più sublime degli angeli serafini può rispondere a questa domanda. Invita dunque Dante a riferire, una volta tornato nel mondo terreno, il messaggio di umiltà rispetto a conoscenze che trascendono ogni mente creata.

### Lo spirito rivela di essere Pier Damiani - versi 103-126
Alla domanda di Dante sull'identità di chi gli sta parlando, lo spirito risponde che visse a lungo da monaco contemplativo, in modo semplice e modesto, col nome di Pier Damiani nel monastero camaldolese di Fonte Avellana, e che si diede a vita di penitenza col nome di Pietro Peccatore in una "casa di Nostra Donna" (vv. 122-123) situata sul litorale adriatico, da alcuni identificata con la chiesa di Chiesa di Santa Maria in Porto Fuori, da altri con quella di Santa Maria di Portonovo, nei dintorni di Ancona.
Poco tempo prima della morte ricevette la nomina a cardinale, simboleggiata dal cappello cardinalizio che ora passa "di male in peggio" (v. 126).

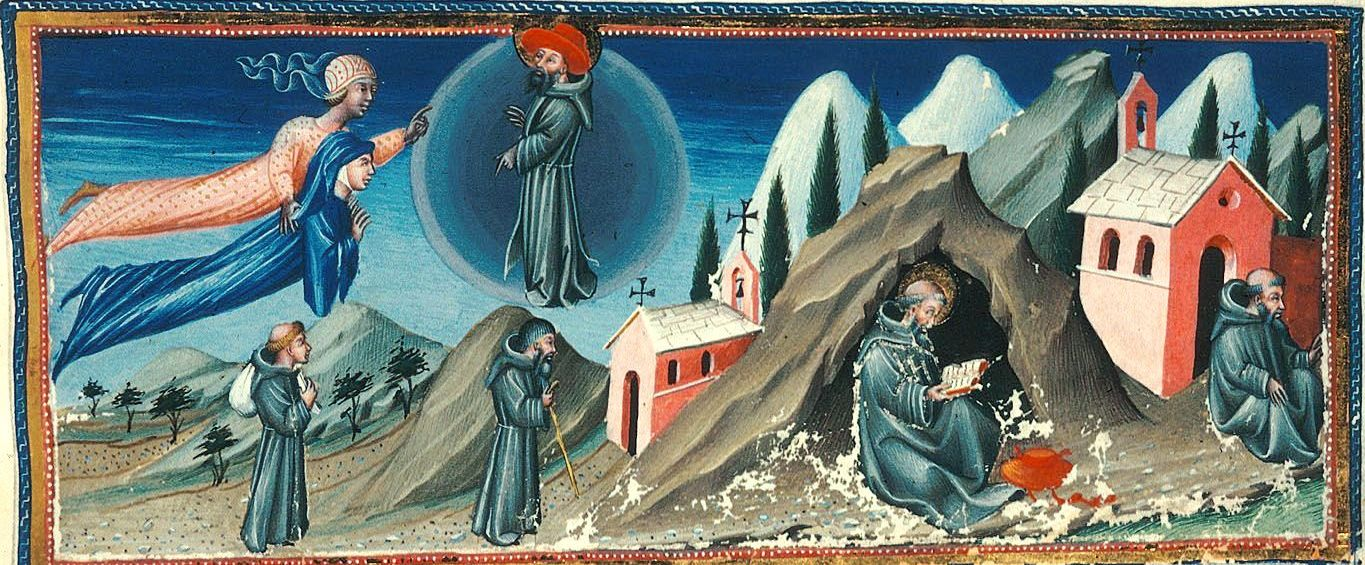
Dante e Beatrice incontrano Pier Damiani. Miniatura di Giovanni di Paolo, British Library, Londra.

### Invettiva contro i prelati corrotti - versi 127-142
Lo spirito lancia infine una vibrante invettiva contro la corruzione della Chiesa e la vita opulenta e molle dei moderni pastori, contrapponendola a quella santa e povera di Pietro e Paolo. Alle sue parole tutti i beati del settimo cielo rispondono manifestando il loro plauso con un altissimo grido.

## Analisi

### Il cielo di Saturno e la scala d'oro
L'ingresso di Dante e Beatrice nel cielo di Saturno è segnato da un mutamento nelle sensazioni che il pellegrino riceve: non vede più lo sfolgorante riso di Beatrice, né ode inni cantati dalle anime. In questo modo si sottolinea la limitatezza della mente di Dante e di tutti gli uomini, che trova più avanti, nei vv.83-102, una solenne dichiarazione nelle parole di Pietro Damiano.
Il legame tra il mondo terreno, limitato e imperfetto, e il mondo celeste, cui le anime si possono innalzare tramite l'ascesi e la contemplazione, è simboleggiato dalla luminosissima scala (come d'oro su cui batte il sole) lungo la quale si muovono costantemente le anime. L'immagine della scala era frequentemente usata con tale valore simbolico nella tradizione mistica, in particolare nella regola benedettina; anche Pier Damiani la usa in un suo scritto. Essa rimanda a quella sognata da Giacobbe, come Dante stesso ricorda (con le parole di San Benedetto) nel canto successivo ai vv.70-72.

### Dialogo con Pier Damiani
La vita di Pier Damiani è caratterizzata dai valori dell'umiltà, dell'ascesi (accennata dal nutrirsi di cibi conditi col solo olio, v.115, e dal sopportare senza lagnarsi le asperità del clima) e della contemplazione. Questo fa di lui un testimone severo della corruzione degli ordini monastici e più in generale del clero, tema, come è noto, ricorrente nel Paradiso.

La nobiltà delle immagini e l'altezza dei temi non sono di ostacolo alla varietà dei registri espressivi. Il richiamo dotto all'età dell'oro (vv.25-27) e la solenne affermazione dell'"abisso" (v.91-102) della mente divina coesistono con l'accento realistico della similitudine delle "pole" o cornacchie e con il sarcasmo della rappresentazione dei prelati grassi, vestiti tanto sontuosamente che quando vanno a cavallo il mantello copre non una ma due bestie (vv.129-135).

#### Poca vita mortal m'era rimasa
Nella rievocazione dei passaggi essenziali della vita del santo, Dante fa un'affermazione che ad alcuni è sembrata un'imprecisione: la nomina a cardinale non avvenne poco prima della morte (poca vita mortal m'era rimasa, v.124), ma quindici anni prima; dopo nove anni Pier Damiani ottenne però di tornare al monastero. 

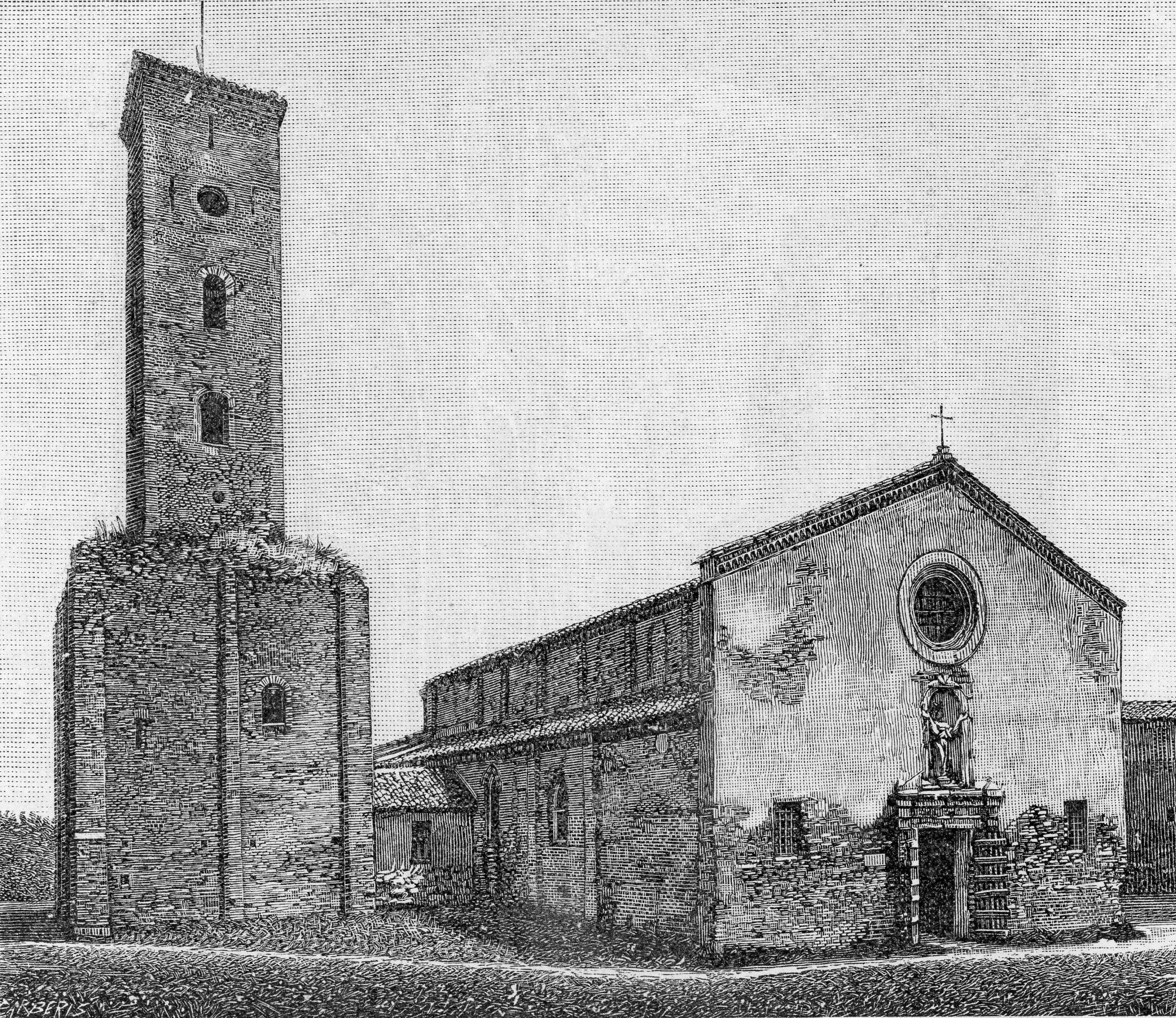
Chiesa di Santa Maria in Porto Fuori nel 1900 (xilografia di Giuseppe Barberis)
"casa di Nostra Donna in sul lito adriano"

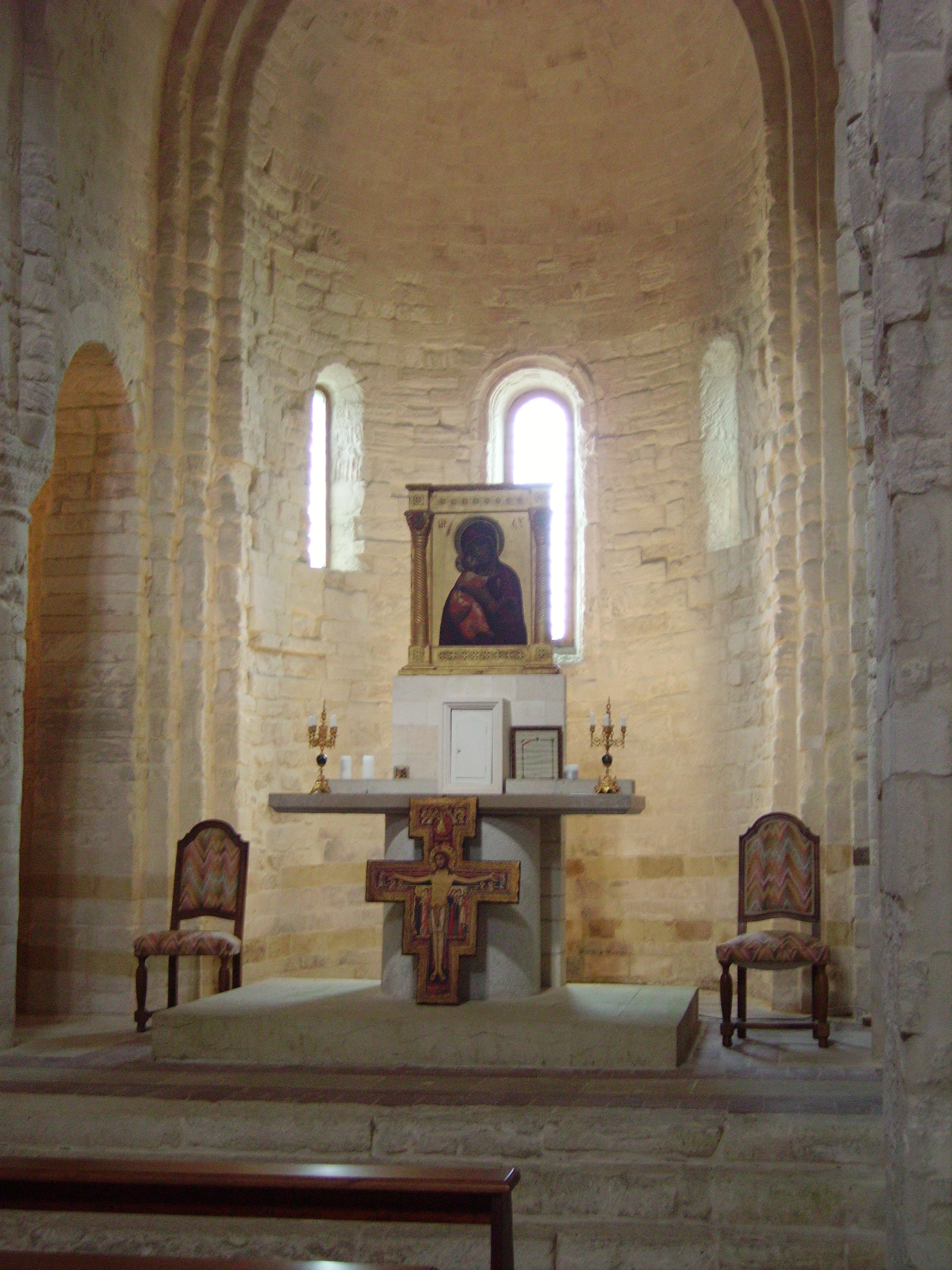
Chiesa romanica di Santa Maria di Portonovo, Ancona, interno.
"casa di Nostra Donna in sul lito adriano"

#### Pietro peccator
La terzina in cui Pier Damiani rivela il suo nome (In quel loco fu' io Pier Damiano / e Pietro peccator fu' nella casa) è oggetto di tre ipotesi interpretative. 
Secondo alcuni commentatori, Dante avrebbe confuso Pier Damiani, che dimorò a Fonte Avellana (in quel loco fu' io Pier Damiano), con Pietro degli Onesti (Pietro peccator) (v.122), quasi contemporaneo del primo e che dimorò nel monastero di Santa Maria in Porto Fuori, presso Ravenna, a cui Dante alluderebbe con l'espressione casa di Nostra Donna in sul lito adriano.
Altri pensano, all'opposto, che Dante abbia voluto distinguere tra i due religiosi di nome Pietro/Piero. Volendo seguire questa ipotesi è necessario scrivere nel seguente modo la terzina dantesca: nel primo verso la parola "fu" dovrebbe essere scritta con l'apostrofo (a significare "fui", prima persona singolare, con soggetto Pier Damiani) e, nel secondo verso, senza apostrofo ("fu", terza persona singolare, con soggetto Pietro degli Onesti). La terzina sarebbe quindi da scrivere così: "In quel loco fu' io Pier Damiano / e Pietro peccator fu nella casa...", cioè: "Io, Pier Damiano, dimorai nel monastero di Fonte Avellana, mentre Pietro degli Onesti dimorò in quello di Santa Maria sul lido adriatico".
Secondo altri commentatori, infine, Dante non fa alcun riferimento a Pietro degli Onesti e il "fu'" può essere lasciato invariato; il significato della terzina sarebbe: "a Fonte Avellana dimorai io, Pier Damiano, e, con il nome di Pietro peccatore, dimorai nella casa di Nostra Donna in sul lito adriano". Secondo questi commentatori, quindi, il "Pietro peccator" è proprio Pier Damiani, e non Pietro degli Onesti, e questo per tre motivi: anzitutto perché la citazione del secondo monaco non è attinente al discorso che Pier Damiani sta facendo a Dante, in secondo luogo perché Pier Damiani usava firmarsi come "Petrus peccator", secondo la consuetudine diffusa nell'ambiente monastico di aggiungere al proprio nome, in segno di umiltà, l'aggettivo "peccatore", specialmente durante i periodi di penitenza. Questa è l'interpretazione più piana, per tre motivi: non rende necessario ipotizzare due modi diversi di scrivere "fu", non costringe a pensare che Dante abbia voluto inserire una distinzione del tutto fuori contesto, né ritenere che il Poeta abbia fatto confusione tra due personaggi diversi.

#### Casa di Nostra Donna in sul lito adriano
Due diverse ipotesi interpretative esistono a proposito dell'identificazione della casa di Nostra Donna in sul lito adriano, ossia ad una chiesa monastica (casa) dedicata a Maria (Nostra Donna) posta sul litorale (lito) adriatico (adriano); secondo alcuni con questa espressione Dante allude a Santa Maria di Portonovo, presso Ancona, secondo altri (e tra questi i primi commentatori dell'opera dantesca) a Santa Maria in Porto Fuori, presso Ravenna.
Gli argomenti a sostegno della prima ipotesi sono i seguenti.	
- Sappiamo che Pier Damiani, in quanto monaco benedettino, trascorreva periodi di penitenza e che era usanza dei monaci, durante questi periodi, far seguire al proprio nome l'aggettivo "peccatore" (peccator); a volte, inoltre, firmava i suoi scritti proprio con l'espressione "Petrus peccator". Secondo l'usanza benedettina, i monaci dovevano trascorrere i periodi di penitenza in monasteri diversi da quello in cui risiedevano abitualmente e lontani dal proprio luogo di nascita, per avere il necessario raccoglimento. Nella terzina, dunque, Pier Damiani dice di essere stato monaco a Fonte Avellana (in quel loco fu' io Pier Damiano) e di aver trascorso un periodo di penitenza (e Pietro peccatore fu') in un monastero dedicato a Maria posto sulla riva dell'Adriatico (ne la casa di Nostra Donna in sul lito adriano).
- Santa Maria di Portonovo era un'abbazia benedettina avellanita, ossia era presidiata proprio dallo stesso ordine a cui apparteneva San Pier Damiani; a Santa Maria in Porto presso Ravenna invece avevano stanza i chierici regolari o agostiniani portuensi ed un monaco benedettino difficilmente avrebbe trascorso un periodo di penitenza presso una chiesa appartenente ad un ordine diverso dal proprio, e per di più in un luogo ove si osservava una regola molto meno severa di quella benedettina.
- San Pier Damiani era nativo di Ravenna, e la chiesa di Santa Maria in Porto, sorgendo nei pressi di questa città, non avrebbe consentito a Pier Damiani di condurre quella vita distaccata dal mondo necessaria alla penitenza.
- San Pier Damiani mostra nei suoi scritti di aver vissuto un periodo di vita cenobitica insieme a san Gaudenzio vescovo di Ossero[6], che non andò mai a Ravenna e che passò l'ultimo periodo della sua vita proprio a Portonovo, dove morì nel 1050.
- Santa Maria di Portonovo ricade nel territorio di Ancona e San Pier Damiani era molto legato a questa città, come prova la lettera del 1059 rivolta a papa Niccolò III affinché liberi Ancona dalla scomunica con la quale l'aveva colpita[7]; inoltre è provato che frequentasse ripetutamente le varie abbazie benedettine delle Marche.
- La sola chiesa costruita direttamente sul litorale adriatico, dedicata a Maria e appartenente ad un monastero benedettino, è Santa Maria di Portonovo.
- I primi commentatori della Divina Commedia non potevano pensare al monastero di Santa Maria di Portonovo, semplicemente perché essa era stato completamente abbandonato dai monaci nel 1320, in seguito ad una rovinosa frana; i commentatori successivi non misero in dubbio quanto detto dai precedenti, dato che il monastero di Portonovo era sempre più avvolto dall'oblio.
- Santa Maria in Porto presso Ravenna è stata costruita venti anni dopo la morte di san Pier Damiani, e dunque non poté in alcun modo ospitarlo.

Gli argomenti a sostegno della seconda ipotesi sono invece i seguenti.	
- Dante probabilmente non conosceva la data di costruzione della chiesa di Santa Maria in Porto e dunque non gli era evidente la contraddizione con la data di morte di San Pier Damiani.
- Nella chiesa di Santa Maria di Porto, completamente distrutta dai bombardamenti della Seconda guerra mondiale, esisteva un'epigrafe che diceva: Hic situs Petrus Peccans..., che si riferiva a Pietro degli Onesti, ma che Dante forse aveva letto ed aveva ritenuto si riferisse a Pier Damiani, facendo confusione tra i due monaci di nome Pietro.
- I primi commentatori danteschi, ritenuti dalla critica successiva bene informati, identificavano la casa di Nostra Donna con Santa Maria di Porto presso Ravenna.

Come già detto nella sezione precedente, per confermare l'identificazione con la chiesa ravennate e per non ammettere un'ignoranza cronologica da parte di Dante ed un suo abbaglio nell'interpretare l'epigrafe di cui sopra, altri commentatori ipotizzano che il Poeta, al verso 122, abbia voluto distinguere tra due diversi monaci, entrambi di nome Pietro: Pier Damiani (che dimorò in quel loco cioè a Fonte Avellana) e Pietro degli Onesti (che dimorò realmente nella chiesa ravennate). Questa ipotesi comporta però una distinzione del tutto fuori contesto e una diversa scrittura del verso 122: uno dei due fu dovrebbe essere scritto senza apostrofo.

### Invettiva contro i prelati
Nell'ultimo verso del canto, "né io lo 'ntesi, sì mi vinse il tuono", Dante ci dice che, a causa della potenza del grido, non fu in grado di comprendere le parole pronunciate dalle anime, di cui sentì solo il fragoroso rimbombo.
Questo grido incomprensibile, la mancanza del sorriso di Beatrice e l'assenza della musica conferiscono al cielo di Saturno un tono particolare, particolarmente misterioso, rispetto a quello degli altri cieli del Paradiso.